# Yigoga mixta
Yigoga mixta är en fjärilsart som beskrevs av Corti och Max Wilhelm Karl Draudt 1933. Yigoga mixta ingår i släktet Yigoga och familjen nattflyn. Inga underarter finns listade i Catalogue of Life.